# Mistrovství Evropy ve skocích do vody 2017
Mistrovství Evropy v skocích do vody za rok 2017 proběhlo v Kyjevě, Ukrajina ve dnech 12. až 18. července 2017.

## Česká stopa
Na tomto mistrovství Evropy Česko nemělo ve skocích do vody zastoupení.

## Výsledky

### Individuální disciplíny
| Muži              | Zlato                    | Zlato  | Stříbro                    | Stříbro | Bronz                       | Bronz  |
| ----------------- | ------------------------ | ------ | -------------------------- | ------- | --------------------------- | ------ |
| Skoky z 1 m prkna | Illja Kvaša (UKR)        | 431,75 | Patrick Hausding (GER)     | 419,80  | Matthieu Rosset (FRA)       | 412,95 |
| Skoky z 3 m prkna | Ilja Zacharov (RUS)      | 525,10 | Illja Kvaša (UKR)          | 484,30  | Oleh Kolodij (UKR)          | 470,30 |
| Skoky z 10 m věže | Benjamin Auffret (FRA)   | 511,75 | Viktor Minibajev (RUS)     | 493,25  | Matthew Lee (GBR)           | 485,55 |
| Ženy              | Zlato                    | Zlato  | Stříbro                    | Stříbro | Bronz                       | Bronz  |
| Skoky z 1 m prkna | Elena Bertocchiová (ITA) | 282,80 | Naděžda Bažinová (RUS)     | 277,35  | Louisa Stawczynská (GER)    | 271,80 |
| Skoky z 3 m prkna | Hanna Pysmenská (UKR)    | 303,30 | Michelle Heimbergová (SUI) | 293,25  | Anastasija Nedobihová (UKR) | 291,65 |
| Skoky z 10 m věže | Lois Toulsonová (GBR)    | 330,75 | Anna Čujnyšenová (RUS)     | 326,90  | Julija Timošininová (RUS)   | 313,30 |

### Týmové disciplíny
| Muži                                               | Zlato                                                     | Zlato  | Stříbro                                                    | Stříbro | Bronz                                                      | Bronz  |
| -------------------------------------------------- | --------------------------------------------------------- | ------ | ---------------------------------------------------------- | ------- | ---------------------------------------------------------- | ------ |
| Synchronizované skoky dvojic z 3 m prkna           | Rusko (RUS) (Ilja Zacharov, Jevgenij Kuzněcov)            | 427,71 | Ukrajina (UKR) (Illja Kvaša, Oleh Kolodij)                 | 426,96  | Spojené království (GBR) (Fredward Woodward, James Heatly) | 395,61 |
| Synchronizované skoky dvojic z 10 m věže           | Ukrajina (UKR) (Maksym Dolhov, Oleksandr Horškovozov)     | 431,28 | Rusko (RUS) (Nikita Schleicher, Alexandr Beljovcev)        | 406,56  | Spojené království (GBR) (Noah Williams, Matthew Dixon)    | 388,05 |
| Ženy                                               | Zlato                                                     | Zlato  | Stříbro                                                    | Stříbro | Bronz                                                      | Bronz  |
| Synchronizované skoky dvojic z 3 m prkna           | Rusko (RUS) (Naděžda Bažinová, Kristina Ilinychová)       | 304,80 | Německo (GER) (Tina Punzelová, Friederike Freyerová)       | 284,10  | Nizozemsko (NED) (Inge Jansenová, Daphne Wilsová)          | 283,80 |
| Synchronizované skoky dvojic z 10 m věže           | Spojené království (GBR) (Ruby Bowerová, Phoebe Banksová) | 299,19 | Rusko (RUS) (Julija Timošininová, Valerija Belovová)       | 297,00  | Ukrajina (UKR) (Valerija Ljulková, Sofija Lyskunová)       | 288,96 |
| Mix                                                | Zlato                                                     | Zlato  | Stříbro                                                    | Stříbro | Bronz                                                      | Bronz  |
| Synchronizované skoky smíšených dvojic z 3 m prkna | Itálie (ITA) (Elena Bertocchiová, Maicol Verzotto)        | 287,88 | Ukrajina (UKR) (Viktorija Kesarová, Stanislav Oliferčyk)   | 282,96  | Německo (GER) (Tina Punzelová, Lou Massenberg)             | 281,40 |
| Synchronizované skoky smíšených dvojic z 10 m věže | Spojené království (GBR) (Lois Toulsonová, Matthew Lee)   | 308,16 | Rusko (RUS) (Julija Timošininová, Viktor Minibajev)        | 300,30  | Itálie (ITA) (Noemi Batkiová, Maicol Verzotto)             | 299,58 |
| Smíšený tým                                        | Francie (FRA) (Laura Marinová, Matthieu Rosset)           | 372,40 | Ukrajina (UKR) (Viktorija Kesarová, Oleksandr Horškovozov) | 366,55  | Rusko (RUS) (Naděžda Bažinová, Viktor Minibajev)           | 366,10 |

## Medailová bilance
Ve skocích do vody se rozdělilo celkem 13 sad medailí.
| Pořadí | Stát                     |       | Muži    | Muži  | Muži  |         | Ženy  | Ženy  | Ženy    |       | Mix   | Mix     | Mix   |  | Muži + Ženy + Mix | Muži + Ženy + Mix | Muži + Ženy + Mix | Celkem |
| Pořadí | Stát                     | Zlato | Stříbro | Bronz | Zlato | Stříbro | Bronz | Zlato | Stříbro | Bronz | Zlato | Stříbro | Bronz |  |                   |                   |                   | Celkem |
| ------ | ------------------------ | ----- | ------- | ----- | ----- | ------- | ----- | ----- | ------- | ----- | ----- | ------- | ----- |  | ----------------- | ----------------- | ----------------- | ------ |
| 1.     | Rusko (RUS)              |       | 2       | 2     | 0     |         | 1     | 3     | 1       |       | 0     | 1       | 1     |  | 3                 | 6                 | 2                 | 11     |
| 2.     | Ukrajina (UKR)           |       | 2       | 2     | 1     |         | 1     | 0     | 2       |       | 0     | 2       | 0     |  | 3                 | 4                 | 3                 | 10     |
| 3.     | Spojené království (GBR) |       | 0       | 0     | 3     |         | 2     | 0     | 0       |       | 1     | 0       | 0     |  | 3                 | 0                 | 3                 | 6      |
| 4.     | Francie (FRA)            |       | 1       | 0     | 1     |         | 0     | 0     | 0       |       | 1     | 0       | 0     |  | 2                 | 0                 | 1                 | 3      |
| 4.     | Itálie (ITA)             |       | 0       | 0     | 0     |         | 1     | 0     | 0       |       | 1     | 0       | 1     |  | 2                 | 0                 | 1                 | 3      |
| 6.     | Německo (GER)            |       | 0       | 1     | 0     |         | 0     | 1     | 1       |       | 0     | 0       | 1     |  | 0                 | 2                 | 2                 | 4      |
| 7.     | Švýcarsko (SUI)          |       | 0       | 0     | 0     |         | 0     | 1     | 0       |       | 0     | 0       | 0     |  | 0                 | 1                 | 0                 | 1      |
| 8.     | Nizozemsko (NED)         |       | 0       | 0     | 0     |         | 0     | 0     | 1       |       | 0     | 0       | 0     |  | 0                 | 0                 | 1                 | 1      |
| Celkem | Celkem                   |       | 5       | 5     | 5     |         | 5     | 5     | 5       |       | 3     | 3       | 3     |  | 13                | 13                | 13                | 39     |